# يون جوو هي
يون جوو هي (بالكورية: 윤주희)‏ ولدت في 21 فبراير 1985 في دايجون، كوريا الجنوبية. هي ممثلة كورية جنوبية.

## روابط خارجية
- يون جوو هي على موقع IMDb (الإنجليزية)
- يون جوو هي على موقع قاعدة بيانات الفيلم (الإنجليزية)